# René Gillier de Clérembault
René Gillier de Clérembaut (1614 - 29 mars 1713), marquis de Clérembault, de Puygarreau et de Marmande, est un militaire et gouverneur français,.

## Biographie
Il était le fils d'Urbain Gillier de Marmande (issu des Bueil > Edmond, fils de Jean VI de Bueil) et de Marie Chabot de Jarnac. Urbain était lui-même le fils d'autre René Gillier (fils de Bonaventure Gillier, fils lui-même de Joachim Gillier et d'Isabelle de Bueil) et de Claude de Laval-Lezay, dame de Clairembault (le Plessis-Clérambault, à St-Rémy-en-Mauges, et Clairembault à Montrevault : cf. Le Cabinet historique, t. VII, 1861, p. 55 ; Claude de Laval était la fille de Pierre de Laval et Jacqueline de Clérembault du Grand-Montrevault). 
Lieutenant pour le roi en 1686 dans les pays et évêché de Toul, gouverneur de Toul, premier écuyer de Madame la duchesse d'Orléans, Surintendant de sa Maison et premier gentilhomme de sa chambre, il épouse en 1673 Marie-Louise (Le) Loup de Bellenave (1640-1724), veuve d'Alexandre de Choiseul, comte du Plessis, et mère de César, fille de Claude Le Loup de Bellenave(s) et de sa 2e femme Marie de Guénégaud, et cousine issue de germain de Bussy-Rabutin (la grand-mère maternelle de Bussy était Anne Le Loup, grand-tante paternelle de Marie-Louise). Odieusement impitoyable comme souvent, St-Simon dit René Gillier employé dans les « basses charges » des Orléans, et Dangeau qualifie son origine de « naissance légère » !
De cette union naîtront plusieurs enfants:
- Marie Gillonne Gillier de Clérembault, qui épousa le 14 février 1696 Charles François Frédéric de Montmorency, duc de Piney-Luxembourg.
- René Gillier, qui était surnommé Clérembault la perruque par le duc de Saint Simon[8].

Armes des Gillier : D'or au chevron d'azur, accompagné de trois macles de gueules.